# Gilles-Paul Cauvet
Gilles-Paul Cauvet fue un escultor, arquitecto y diseñador francés, nacido en Aix-en-Provence el año 1731 y fallecido  en París el 1788.

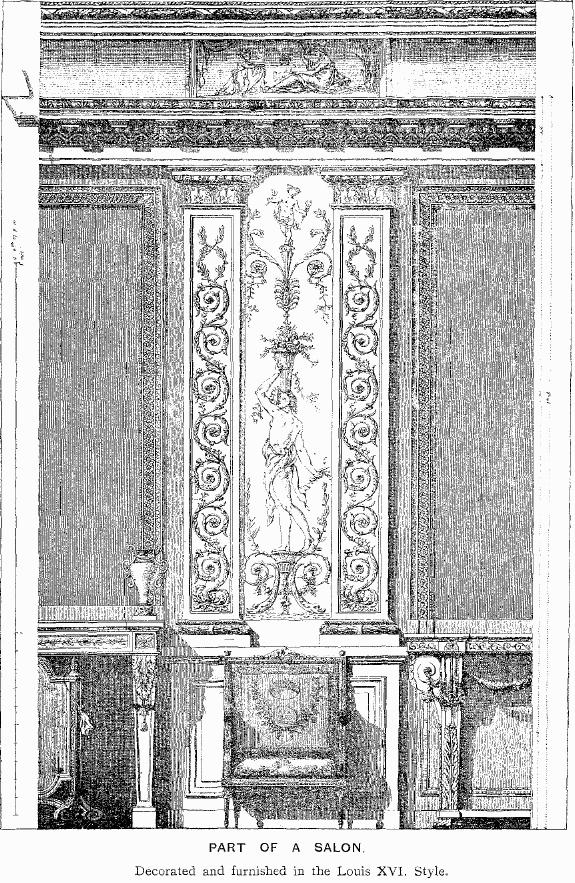
Interior en estilo Luis XVI.

## Datos biográficos
Trabajó en la decoración del Palacio Real (París) y diseñó muebles, esencialmente de estilo Luis XVI.
Gilles-Paul Cauvet trabajó para la corte francesa, entre otros para el hermano de Luis XVI, el conde de Provenza, más tarde Luis XVIII.
Fue director de la Académie de Saint-Luc (fr:), el gremio de pintores decorativos y escultores de París. Fue diseñador de paneles de madera tallada (boiserie) y muebles para las casas de la capital francesa.  Muchos ebanistas de la época fueron influidos por su libro de grabados con diseños para interiores y muebles, que se publicó en 1777.
El Museo de Bellas Artes de Marsella conserva dos dibujos originales de Cauvet, uno es el diseño de un salón y el otro un proyecto de plafón.